# Bataille d'Osawatomie
La bataille d’Osawatomie est un conflit armé qui eut lieu le 30 août 1856, lorsque 250 à 400 Border Ruffians pro-esclavagistes dirigés par John W. Reid attaquèrent la ville d’Osawatomie au Kansas qui était tenue par des Free-Staters anti-esclavagistes. 

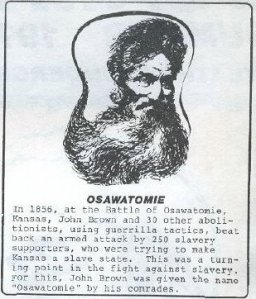
Article du journal clandestin, le Weather Underground, qui explique les raisons de la bataille et décrit la vie de John Brown.

## Bataille
Reid avait l’intention de détruire cette colonie des Free-Staters et de continuer vers Topeka et Lawrence pour en faire de même. L’abolitionniste John Brown apprit l’existence de ces pillards lorsqu’ils abattirent son fils Frederick. Avec une quarantaine d’hommes, Brown tenta de défendre la ville contre les partisans de l’esclavage, mais fut finalement forcé de se retirer. Cinq Free-Staters furent tués dans la bataille, et la ville d’Osawatomie fut pillée et brûlée par les hommes de Reid. La bataille fait partie d’une série d’affrontements violents entre abolitionnistes et partisans de l’esclavage au Kansas et au Missouri pendant ce que l'on a appelé le Bleeding Kansas.

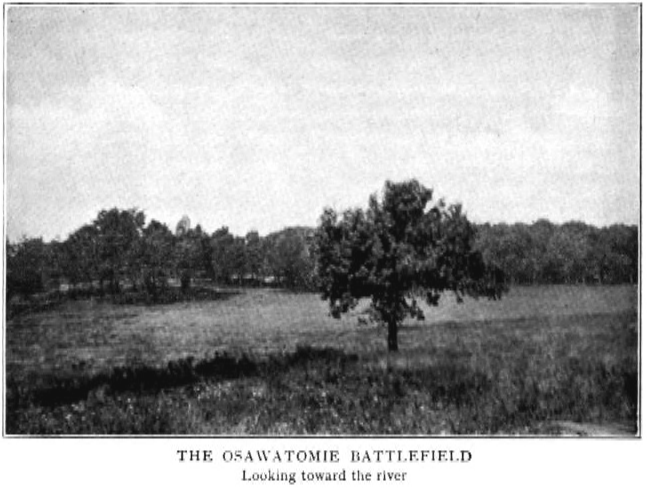
Vue du champ de bataille, publiée en 1910

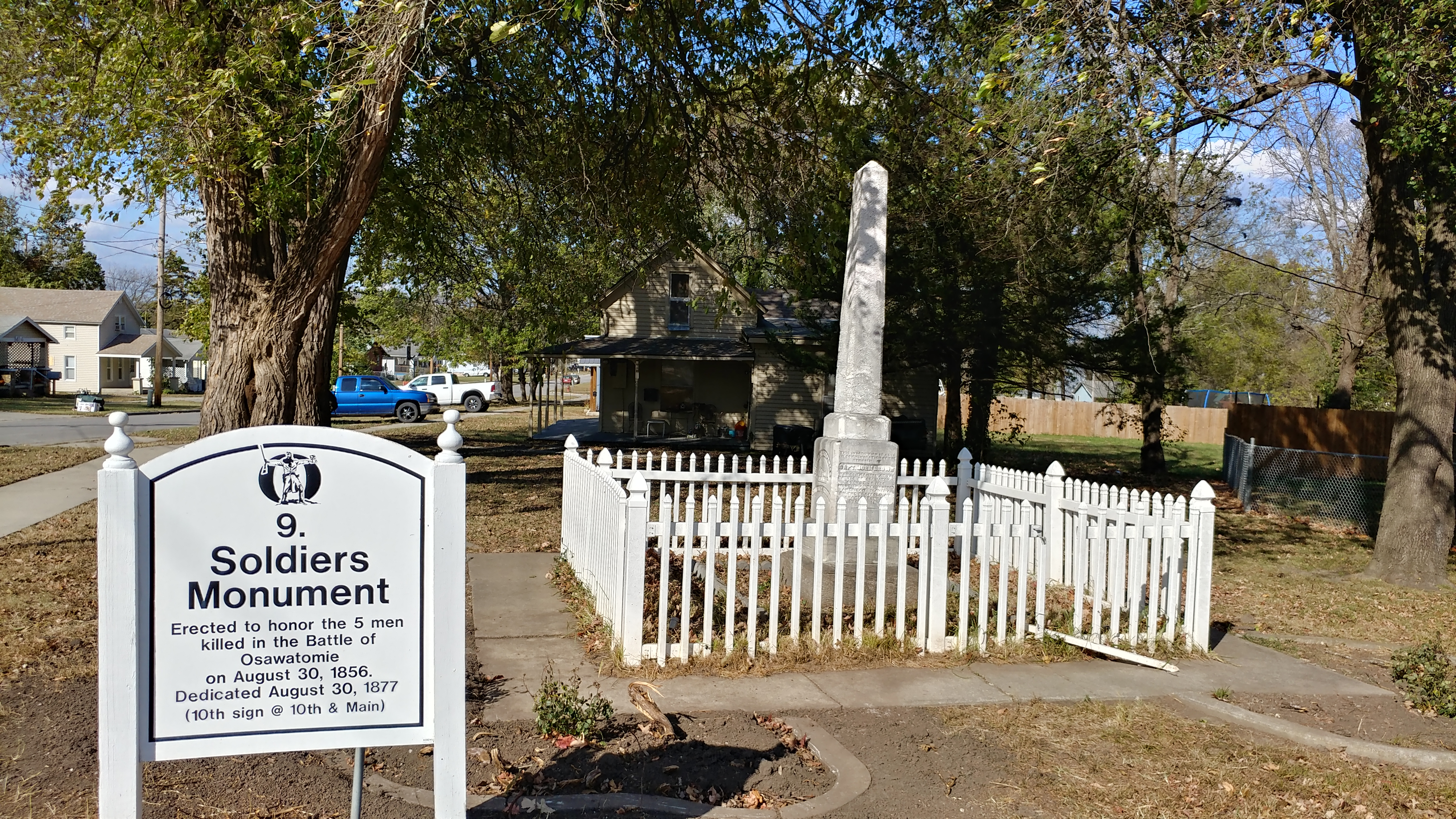
Monument aux morts de la bataille

## Romans
- Pourfendeur de nuages (Cloudsplitter) est un roman historique américain de Russell Banks, paru en 1998, qui traite de l'histoire de l'abolitionniste John Brown.
- L'oiseau du bon dieu (The Good Lord Bird) est un roman de James McBride paru en 2013 racontant l'action armée de John Brown.

## Films
- The Good Lord Bird série TV de 2020 tirée du roman éponyme avec Ethan Hawke.